# Venta de Baños (kommunhuvudort)
Venta de Baños är en kommunhuvudort i Spanien. Den ligger i provinsen Provincia de Palencia och regionen Kastilien och Leon, i den centrala delen av landet, 180 km norr om huvudstaden Madrid. Venta de Baños ligger 724 meter över havet och antalet invånare är 5 918.
Terrängen runt Venta de Baños är varierad. Venta de Baños ligger nere i en dal. Runt Venta de Baños är det glesbefolkat, med 12 invånare per kvadratkilometer. Närmaste större samhälle är Palencia, 10,2 km norr om Venta de Baños. Trakten runt Venta de Baños består till största delen av jordbruksmark.